# Karin Dekker
C.T. (Karin) Dekker (Den Haag, 27 augustus 1960) is een Nederlands politica, bestuurster en organisatieadviseur. Namens GroenLinks is ze sinds 20 maart 2025 gedeputeerde van Groningen.  

## Biografie
Dekker volgde een opleiding Sociaal-cultureel werk in Groningen. Ze was actief voor de Stichting Blijf van mijn Lijf, het voorbereidingscomité van de Zomeruniversiteit Vrouwenstudies en de Stichting Toevluchtsoord, die hulp biedt aan vrouwen en kinderen die te lijden hebben van huiselijk geweld. Ook was ze betrokken bij de renovatie van de Oosterpoortwijk in Groningen.
In 1991 volgde Dekker Tom Pitstra op als gemeenteraadslid van de Groninger gemeenteraad. Vanaf 1994 was ze fractievoorzitter van GroenLinks als opvolger van Ineke van Gent, die voor de FNV ging werken. In 2002 werd ze wethouder in Groningen van Financiën, Personeel & Organisatie en Cultuur. Vier jaar later kreeg ze de portefeuilles Financiën, Personeel & Organisatie, Verkeer en Vervoer en Emancipatie. Na de gemeenteraadsverkiezingen van 2010 werd ze wethouder van Financiën, Verkeer en Vervoer, Coördinatie Binnenstadsontwikkeling en Duurzaamheid en Milieu.
Op 16 september 2010 kwam Dekker in het nieuws omdat ze weigerde het kraakverbod uit te voeren omdat 'er een heleboel wetten zijn die we niet dagelijks effectief handhaven'. Op 28 januari 2012 riep Dekker via Twitter op om uit protest tegen het boerkaverbod van het kabinet-Rutte I een boerka aan te schaffen en aan te trekken.
In oktober 2012 struikelde het college van Groningen. De wethouders van D66 en de SP weigerden in te stemmen met de ontwerpbegroting zoals die was opgesteld onder verantwoordelijkheid van Dekker. Beide wethouders gaven in een persconferentie aan niet langer te willen meewerken aan de aanleg van de tram. Tegelijkertijd trad een heftig intern conflict in de PvdA aan het licht waardoor die partij afstand nam van het zittende college. De positie van Dekker als langst zittende wethouder en eerst verantwoordelijke voor de tram werd daardoor onhoudbaar en zij trad af.
Tot 1 april 2014 was Dekker werkzaam als associé bij PBLQ, een organisatie die werkt aan de versterking van publieke organisaties bij de uitvoering van hun kerntaken met advies, opleidingen en onderzoek. Vanaf 1 april 2014 was Dekker directeur-bestuurder van Sinne Kinderopvang in Leeuwarden, waar zij een ingrijpende reorganisatie doorvoerde.
In september 2016 werd Dekker door haar partij GroenLinks voorgedragen als wethouder in de gemeente Leek. Ze werd op 5 oktober 2016 geïnstalleerd als opvolger van Rien Honnef, die enkele weken daarvoor plotseling overleed. Eind 2018 verviel deze functie wegens het opheffen van de gemeente Leek door de fusie met Marum, Grootegast en Zuidhorn tot de gemeente Westerkwartier per 1 januari 2019. Van 14 februari 2019 tot 16 juni 2022 was zij wethouder van Assen wegens het aftreden van partijgenoot Gea Smith.
Dekker werd op 1 november 2023 interim-manager bij de Stout Groep. Op 20 maart 2025 werd ze namens GroenLinks gedeputeerde van Financiën (inclusief verbonden partijen en IPO), Milieu, Klimaatadaptatie, Water en Gebiedsgedeputeerde Oost in de provincie Groningen.
- International Standard Name Identifier: 0000 0003 9003 1099
- Nederlandse Thesaurus van Auteursnamen: 07288309X
- Virtual International Authority File: 283557040
- WorldCat: E39PBJbMcHbXGrKjXJFjvrhrbd